# KkStB 129 sorozat
A kkStB 129 sorozatú szertartályos gőzmozdonya helyi személyvonati mozdonytípus voltak, mely ugyan nagyobb darabszámban nem készült, de módosított kivitelben, 229 sorozatjellel nemcsak a kkStB-nél, de a Déli Vasútnál és az EWA-nál is sikerrel üzemelt.

## Létrejötte
A Császári és Királyi Osztrák Államvasutak (kkStB) több aránylag rövid, de nagy (15–20‰-es) emelkedővel rendelkező vonala, így a Stainach-Irdning-i és a Laibach–Tarvis viszonylatán közlekedő gyors- és személyvonatainak továbbítására a századfordulón korszerűbb mozdonyok beszerzését határozta el. Az emelkedők miatt mindenképpen három kapcsolt kerékpárú mozdonyra volt szükség. A vonalhosszak nem kívántak meg nagyobb üzemanyagkészlet elhelyezését a mozdonyon, ugyanakkor fontos volt, hogy fordítás nélkül mindkét irányba azonos sebességgel közlekedhessenek. Ezért szertartályos gőzmozdonyra esett a választás. Bár a kkStB már rendelkezett ilyen feltételeknek megfelelő típussal, a bécsi Stadtbahn részére beszerzett 30 sorozattal, Karl Gölsdorf mégis egy új típus tervezése mellett döntött.
A nagyobb engedélyezett sebesség miatt az említett típusénál jóval nagyobb, inkább a régi 1B tengelyelrendezésű külső keretes szerkocsis személyvonati mozdonyokéhoz közelítő, 1614 mm-es kapcsoltkerék-átmérőt választott, emellett szokatlanul hosszú, 720 mm-es dugattyú-lökethosszat alkalmazott. Ennek oka az volt, hogy így kisebb gőzhenger-átmérő és könnyebb hajtórudak is elegendőek voltak és kisebb csapnyomások adódtak. A megkívánt kazánméretek és üzemanyag-mennyiség hordozására a 14 tonna körüli legnagyobb tengelyterhelés mellett elegendő volt a négytengelyes futómű, így a mozdony tengelyelrendezése 1'C lett.
Mivel az új típus a már említett Stainach-Irdning-i vonalon az ott közlekedő 29 sorozatú mozdonyokat váltotta fel, a kkStB a 129 sorozatjellel vette állományba. A mozdonyok közül 7 db-ot (12901–12907) a Floridsdorfi Mozdonygyár, további tízet (12908–12917) a Bécsújhelyi Mozdonygyár készített el, mindet 1902-ben.
A mozdonyok a Monarchiában ekkor kötelező módon hadijelet is kaptak, mely ennél a típusnál  {\displaystyle {\tfrac {\mathrm {III\ 350} }{\mathrm {B} _{6}}}}  volt.

## Szerkezete
A 129 sorozatú mozdonyok tehát belső keretes, 1'C tengelyelrendezésű, azaz három, a keretbe ágyazott kapcsolt kerékpárral, valamint előttük egy, a pályaívekbe beállni képes futókerékpárral készült kéthengeres kompaund, szertartályos gőzmozdonyok voltak.

### Kazán
A porosz-, más néven Becker-rendszerű állókazánt a keretek fölé emelve, de a hátsó két kapcsolt tengely kerekei között helyezték el. A rostély két részből áll, első része buktatható, volt.  Az állókazán hátfala a tömegcsökkentés miatt a függőlegestől eltérő szögben előre hajlott, a tüzelőajtó Marek-rendszerű volt.
Az 1,32 m belső átmérőjű hosszkazánt három, 16 mm-es folytvas lemezekből álló övből szegecselték össze; a tengelye (középvonala) a sínkorona fölött 2,65 m magasan helyezkedett. A kazánt a szokásos módon a füstszekrény alatt, a füstszekrénytartónál rögzítették a kerethez, így hátrafelé dilatálhatott. Az első kazánövön helyezték el a gőzdómot. A gőzdómban helyezték el a függőleges tolattyútükörrel készült síktolattyús gőzszabályzót, melynek szabályozó rudazatát a kazánon kívül, a hosszkazán jobb oldalán vezették el.  A gőzdómból cső vezetett az állókazán hátfalán kialakított szerelvényfejhez és a lövettyűkhöz is. A kazánba épített 200 darab folytvas tűzcső a mozdony tömegének csökkentése érdekében viszonylag rövid, 3,5 méter hosszúságú volt. Rövidségüket kompenzálandó az átmérőjük elég kicsi 39/44 mm volt. A magyar mozdonyoknál szokásos méreteknél rövidebb füstszekrényben helyezték el az amerikai rendszerű szikrafogót. A gőzfúvó csappantyús kivitelű volt. A füstszekrényajtó az osztrák mozdonyokra jellemző kétszárnyú kivitelben készült. A kazánt 2 db Friedmann-rendszerű RST. osztályú 8 mm-es furatú szívó, ún. „restarting” frissgőz-lövettyű táplálta vízzel. A bal oldali lövettyű tápcsövéből ágazott ki a szénlocsoló, míg jobb oldali lövettyűtől a hamuszekrény-locsoló indult ki. A harmadik kazánövre 2 db Coale-rendszerű közvetlen rugóterhelésű biztonsági szelepet szereltek, melyeket felül elkeskenyedő, jellegzetes burkolat mögé rejtettek.

### Gépezet
Mint a századfordulón épült osztrák mozdonyok majd' mindegyike, a 129 sorozat is kompaund gépezettel készült. A két, kereten kívül elhelyezett gőzhenger a kapcsolt kerékpárok közül a másodikat hajtotta. A kompaund mozdonyoknál a megszokott módon a nagynyomású hengert a keret jobb, míg a kisnyomásút a bal oldalára szerelték.  A  magyar mozdonyoknál szokásostól eltérően jobb oldali forgattyút a bal oldalihoz képest 90°-kal hátrébb ékelték a kerékpártengelyre. A dugattyúrúd átmenő rendszerű volt; elöl a rúdvezeték nyitott hüvelyben futott. A nagynyomású henger dugattyú- és tolattyúrúdjának tömszelencéi Huhn-rendszerű ólmos tömítéssel készültek. A keresztfejek kétvezetékesek voltak. A hajtó- és csatlórudak I alakú keresztmetszettel készültek.
A nagynyomású gőzhenger öntvényén a kiömlőcsőre légszeleppel kombinált nyomásredukáló szelepet szereltek.  A mozdonyok gépezetét Gölsdorf-rendszerű indítókészülékkel is ellátták. 
A gőzhengerek külső beömlésű kagylós tolattyúkkal készültek, melyeket ellenforgattyús Heusinger–Walschaert-rendszerű vezérművek szabályoztak. Az ellenforgattyú előremenetben a forgattyút közel 90°-kal megelőzi, más szóval a forgattyúhoz képest előresietőként ékelték föl.  A kormányvonórudat kormánycsavarral szabályozták.

### Keret, futómű, mozdonysátor
A mozdonyok 1614 mm futókör-átmérőjű kapcsolt- és 870 mm átmérőjű futókerékpárokkal készültek. A hajtott tengely 3%-os nikkelacélból, míg a kapcsolt- és futótengelyek folytacélból készültek. A hajtott- és a kapcsolt kerékpárok tengelyeit a tengelyvonalban teljesen átfúrták. A hajtott tengelyágy-vezetékeket és a csapágyakat egyedi, olajjal átitatott kenőgyapot-, a futótengelyekét kenőpárnás kenéssel látták el. A belső elrendezésű, szegecseléssel készült keret két 24 mm vastag Martin-folytvaslemez hossztartóból állt, melyeket elöl a mellgerenda, hátul a kapocsszekrény kötött össze. A tengelyágytokok keretkivágásait acélöntésű ágyvezetékek merevítették, valamint a keretlemezeknek a kivágásoknál lévő nyúlványait alul összekötő ún. kötővasak fogták össze. Az ágytokok kopásai húzóékekkel után-állíthatóak voltak. A kapcsolt tengelyek távolsága a keretben eltérő: az első két tengely között 1,8, a hátsó kettő között 2,2 méteres értékű volt. Az ívben futás megkönnyítésére a hajtótengely nyomkarimáját vékonyabbra esztergálták. A futótengelyt Adams-rendszerű beálló tengelyként képezték ki, mely 1,65 méter sugáron tengelyirányban 53–53 mozdulhatott el. A beállótengely a hazai mozdonyoktól eltérően és az osztrák szokásoknak megfelelően visszaterelő rugók nélkül készültek. A futó- és az első kapcsolt kerékpár hordrugóit a tengelyek fölött, a többit a tengelyek alatt helyezték el. Az első futó- és az első kapcsolt-, illetve a hátsó két kapcsolt kerékpár rugóit himbák kötötték össze.
A viszonylag rövid, elölről és hátulról is zárt mozdonysátoron elöl, illetve hátul is oldalanként egy-egy ovális forgóablakot alakítottak ki, melyek közül az elülsők fölé védőernyőt szereltek. A sátor két oldalára egy-egy szögletes ablak került. A széntartót a szokásos módon a sátor mögött, a víztartályokat pedig a mozdony kazánja mellett két oldalt helyezték el. Szokatlan módon a víztartályok a mozdonysátornál szélesebbre nyúltak ki (a sátor és a tartályok között íves átmenettel), továbbá elöl a füstszekrényajtó vonalán is túlnyúltak. Ez utóbbi szokatlan, szögletes kinézetet biztosított a mozdonynak.

### Segédberendezések
A mozdonyra légűrféket szereltek. A féktuskók a mozdony hajtott kerékpárjait hátulról fékezték, míg a futókerékpár fékezetlen volt. A sebességet egy 12 másodperces Haushälter-rendszerű sebességmérő mérte. A gőzben lévő alkatrészek kenéséről egy nyolcnyílású Friedmann-rendszerű KD jelű dugattyús melegalkatrész-kenőszivattyú gondoskodott. Kedvezőtlen tapadási viszonyok esetén Gresham–Rihosek-rendszerű, gőzzel működtethető homokoló juttatott homokot a kapcsolt kerékpárok elé. A mozdonyokat hagyományos bajor rendszerű nagynyomású gőzfűtési berendezéssel látták el, Foster-rendszerű nyomáscsökkentő szeleppel kiegészítve.

## További pályafutásuk
A kkStB tehát 1902-ben összesen 17 db 129 sorozatú mozdonyt állított szolgálatba. A mozdonyok kazánja jó minőségű szénnel 600 lóerő teljesítményre volt képes, és a járművek a próbamenetek során 110 km/h legnagyobb sebességet értek el. Legnagyobb sebességüket a tengelyek csapágyainak túlhevülését megakadályozandó, előre irányban 80 km/h-ban korlátozták.
A 129 sorozatú mozdonyok a 61 km hosszú, 10‰-es emelkedőkkel tarkított Bécs–Sankt Pölten vonal kirándulókat szállító nehéz gyorsvonatait az üzemanyagkészletek kiegészítése nélkül továbbították, valamint a Laibach–Tarvis vonalon teljesítettek szolgálatot. Ez utóbbi, pályaívekkel teletűzdelt vonalon hátramenetben, vagyis a hátsó kapcsolt kerékpárral előre meglehetősen rossz futási tulajdonságokat mutattak: az ívekbe való befutáskor oldalirányú ütések adódtak át a mozdonyra. Legnagyobb sebességüket ezért hátramenetben 60 km/h-ban korlátozták.
Mivel a kkStB 1905-ben új pályaszámrendszert vezetett be, a 129 sorozatú mozdonyok számozása is kismértékben módosult: a sorozatjel és a pályaszám közé pont került (129.01–17).
A mozdonyok egyébként jól beváltak, továbbépítésükre módosított formában, 1'C1' tengelyelrendezéssel, 229 sorozatjellel került sor. A fent említett problémának köszönhető, hogy a 17 db 129 sorozatú mozdonyt 1906–1912 között szintén 229 sorozatúvá építették át, mely után pályaszámuk (eredeti pályaszámaik sorrendjében) 229.401–417 lett.